# 柯塞姆蘇丹

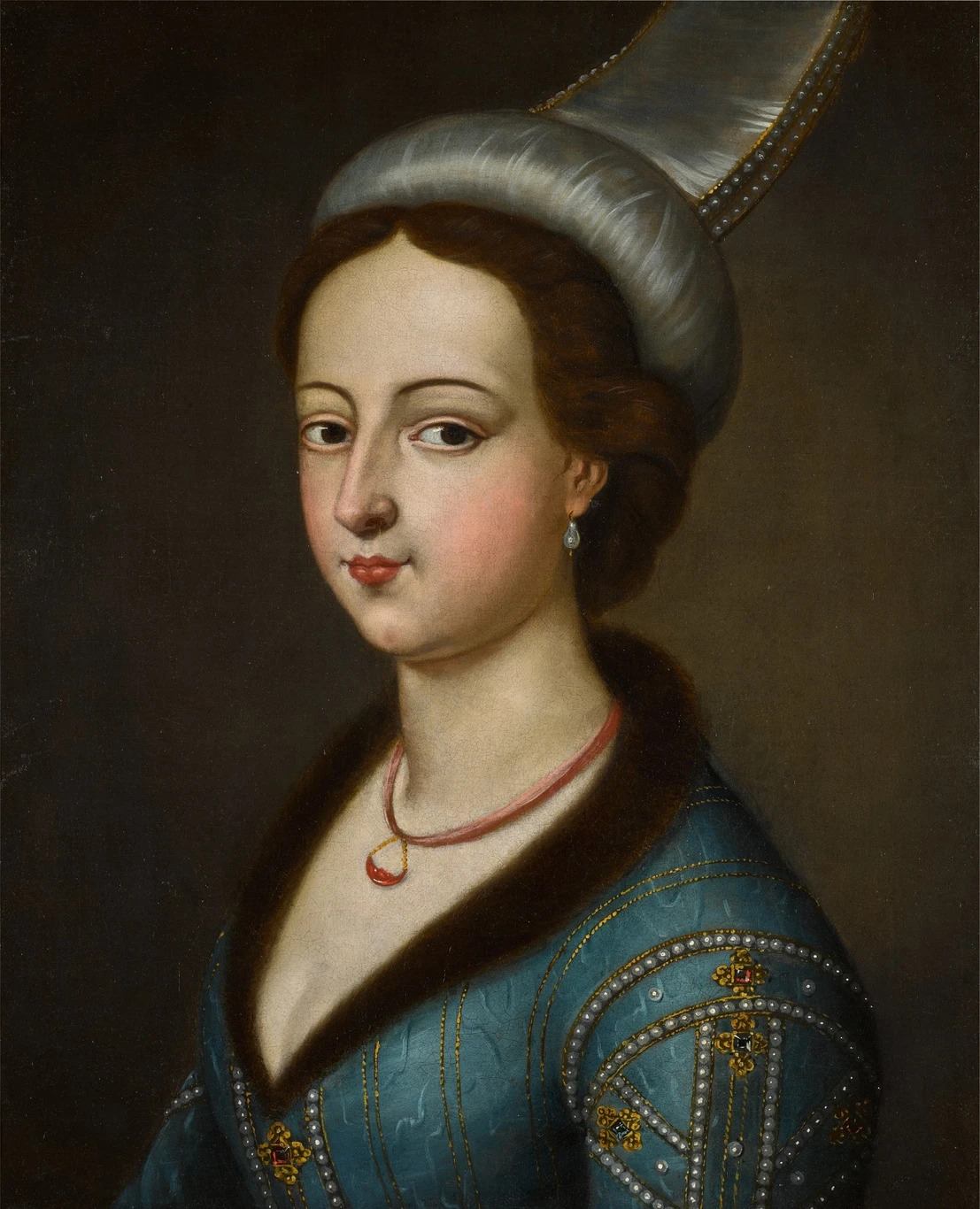
柯塞姆蘇丹

柯塞姆蘇丹（1589年—1651年9月2日），是奥斯曼帝国历史上最有权势的女性之一。她是艾哈迈德一世的妻子。
儿子有：穆拉德四世、易卜拉欣一世。最后，柯塞姆蘇丹被儿媳婦图尔汗苏丹所杀。